# ربا العمري
ربا العمري (23 يناير 1991) هي رياضية بارالمبية تتنافس لصالح البحرين بشكل رئيسي في رمي القرص.

## حياتها المهنية
فازت ربا بأول بطولة كبرى لها في بطولة العالم لألعاب القوى لذوي الإعاقة 2015. هنا حصلت على المركز التاسع في رمي القرص والمركز الحادي عشر في رمي الرمح.
تم اختيار ربا للتنافس باسم البحرين في دورة الألعاب البارالمبية الصيفية 2016. وحصلت على المركز السابع في رمي القرص.
بعد إيقافها لمدة 12 شهرًا في بطولة العالم لألعاب القوى لذوي الاحتياجات الخاصة 2017، حصلت على المركز الرابع في رمي القرص والمركز السابع في كل من منافسات رمي الرمح ودفع الجلة.
تأهلت ربا لدورة الألعاب البارالمبية الصيفية 2020 المؤجلة وحصلت على المركز الخامس في رمي القرص.
بعد دورة الألعاب البارالمبية 2020 فازت ربا بالميدالية البرونزية بأفضل رقم لها هذا الموسم وهو 17.26 مترًا في رمي الرمح واحتلت المركز الخامس في رمي القرص في دورة الألعاب الآسيوية البارالمبية 2022.
في بطولة العالم لألعاب القوى لذوي الاحتياجات الخاصة 2023 حصلت على المركز الخامس في رمي القرص. وفي العام التالي تفوقت وحصلت على المركز الرابع.
تأهلت ربى لدورة الألعاب البارالمبية الثالثة لها. في دورة الألعاب البارالمبية الصيفية 2024 تم اختيارها لتكون حاملة علم البحرين إلى جانب حسين محمد. وحصلت على المركز السادس في رمي القرص.

## المنشطات
في عام 2019 تم إيقاف ربا بسبب انتهاكها لقواعد مكافحة المنشطات. وجاء ذلك بسبب الفشل في توفير جمع العينات بسبب عدم وجود المعدات الصحيحة، وهي مسؤولية الرياضيين للتأكد من وجودها.
كان عليها أن تتنازل عن جميع النتائج التي حققتها خلال الألعاب وتم إيقافها لمدة 12 شهرًا.